# Brzezina (Strzelce Opolskie)

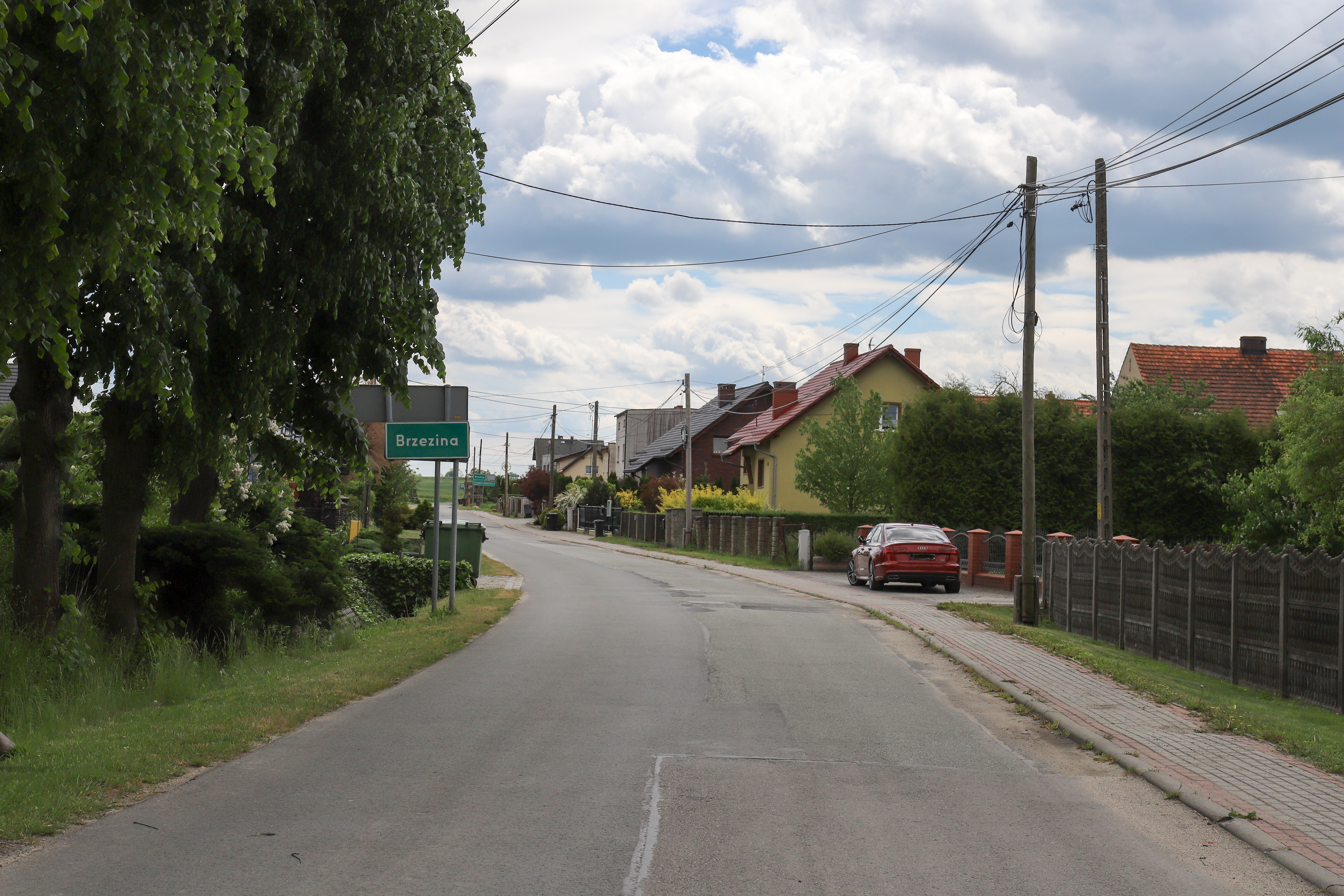
Ortseingang (2022)

Brzezina (deutsch: Bresina) ist ein Ort in der Gemeinde Groß Strehlitz im Powiat Strzelecki der Woiwodschaft Opole in Polen.
Ortsteil von Brzezina ist das Vorwerk Koczorownia (Kotschorowina, später Karlshof).

## Geographie
Brzezina liegt vier Kilometer südöstlich von Strzelce Opolskie und 35 Kilometer südöstlich von Opole (Oppeln).
Nachbarorte von Brzezina sind im Westen Księży Las (Xiondslas), ein Ortsteil von Olschowa, im Norden Strzelce Opolskie (Groß Strehlitz) und im Südosten Grzeboszowice (Greboschowitz ).

## Geschichte
„Bresini“ wurde im Jahr 1223 erstmals urkundlich erwähnt.
Bei der Volksabstimmung in Oberschlesien am 20. März 1921 stimmten 41 Wahlberechtigte für einen Verbleib bei Deutschland und 27 für Polen. Bresina verblieb beim Deutschen Reich. 1933 lebten im Ort 124 Einwohner. Am 26. September 1935 wurde der Ort in Nieder Birken umbenannt. Am 1. September 1936 wurden Gemeinde und Ort Nieder Birken in die Stadt Groß Strehlitz eingemeindet. 1939 hatte der Ort 131 Einwohner. Bis 1945 befand sich der Ort im Landkreis Groß Strehlitz.
Als Folge des Zweiten Weltkriegs fiel Brezina 1945 mit dem größten Teil Schlesiens an Polen. Nachfolgend wurde es in Brzezina umbenannt. Die deutsche Bevölkerung wurde, soweit sie nicht vorher geflohen war, weitgehend vertrieben. Die neu angesiedelten Bewohner waren teilweise Zwangsumgesiedelte aus Ostpolen, das an die Sowjetunion gefallen war.
1945–1950 gehörte Brzezina zur Woiwodschaft Schlesien, anschließend wurde es der Woiwodschaft Opole eingegliedert. Am 1. Januar 1962 wurde Brzezina aus der Stadt Strzelce Opolskie ausgemeindet und in die Gemeinde Strzelce Opolskie eingemeindet. Seit 1999 gehört es zum Powiat Strzelecki.

## Wappen

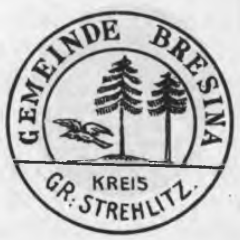
Ehemaliges Siegel der Gemeinde

Alte Siegel und Stempel des Ortes zeigen einen nach rechts fliegenden Fasan, in der Mitte und links jeweils eine Fichte.

## Verkehr
Brzezina hatte einen Haltepunkt an der Bahnstrecke Kędzierzyn-Koźle–Kluczbork.